# Wiaterna Poręba
Wiaterna Poręba (słow. Veterná Poruba) – wieś (obec) na Słowacji, położona w regionie Liptów, w kraju żylińskim, w powiecie Liptowski Mikułasz. Pierwsza pisemna wzmianka o miejscowości pochodzi z 1353 roku.
Wieś znajduje się w odległości 4 km na północny wschód od miasta Liptowski Mikułasz.